# Isländsk grammatik
Huvudartikel: Isländska
Den här artikeln beskriver grammatiken i isländska.

## Inledning
Isländskan har fyra kasus: nominativ, ackusativ, dativ och genitiv. Substantiven delas in i tre genus: maskulinum, femininum och neutrum. Substantiv, adjektiv, pronomina, namn och vissa räkneord böjs i de fyra kasusen, i singular och plural.

## Alfabetet
| A | Á | B | D | Ð | E | É | F | G | H | I | Í | J | K | L | M | N | O | Ó | P | R | S | T | U | Ú | V | X | Y | Ý | Þ | Æ | Ö |
| a | á | b | d | ð | e | é | f | g | h | i | í | j | k | l | m | n | o | ó | p | r | s | t | u | ú | v | x | y | ý | þ | æ | ö |

Z ströks ur alfabetet 1973 eftersom uttalet inte skilde sig från s och för att underlätta stavningen. Diskussioner fördes om att även stryka Y och Ý eftersom dessas uttal är desamma som för I och Í. Y och Ý behölls dock.
C, Q, W, och Z används inte i isländskan, men förekommer i några efternamn, till exempel i Zoega.

## Substantiv

### Artiklar

#### Bestämd artikel
Tabell över de bestämda artiklar som läggs till som ett suffix på substantiven.
| Substantiv | Substantiv | Substantiv | Substantiv    | Substantiv | Substantiv | Substantiv |      |
|            | Maskulinum | Maskulinum | Femininum     | Femininum  | Neutrum    | Neutrum    |      |
| Ändelse    | -ur, l, n  | -i         | ingen ändelse | -a         |            | -a         |      |
| ---------- | ---------- | ---------- | ------------- | ---------- | ---------- | ---------- | ---- |
| Nominativ  | -inn       | -nn        | -in           | -n         | -ið        | -ð         |      |
| Ackusativ  | -inn       | -nn        | -ina          | -na        | -ið        | -ð         |      |
| Dativ      | -num       | -num       | -inni         | -nni       | -nu        | -nu        |      |
| Genitiv    | -ins       | -ns        | -innar        | -nnar      | -ins       | -ns        |      |
| ...        |            |            |               |            |            |            |      |
| Plural     |            |            |               |            |            |            |      |
| Nominativ  | -nir       | -nar       | -nar          | -nar       | -in        | -n         |      |
| Ackusativ  | -na        | -nar       | -nar          | -nar       | -in        | -n         |      |
| Dativ      | -num       | -num       | -num          | -num       | -num       | -num       | -num |
| Genitiv    | -nna       | -nna       | -nna          | -nna       | -nna       | -nna       | -nna |

#### Obestämd artikel
Det finns ingen obestämd artikel i isländska. Det betyder att ordet barn också kan betyda ett barn.

Sätt räkneordet en/ett framför substantivet istället.

### Plural
Så här böjs ett substantiv som är obestämt i plural.
| Plural    | Plural       | Plural | Plural          | Plural       |
|           | Maskulinum   |        | Femininum       | Neutrum      |
| Ändelse   | -ur, l, n    | -i     | ingen ändelse   |              |
| --------- | ------------ | ------ | --------------- | ------------ |
| Nominativ | -ar / -ir    | -ar    | -ar / -ur / -ir | ('u' omljud) |
| Ackusativ | -a / -i (-u) | -ar    | -ar / -ur / -ir | ('u' omljud) |
| Dativ     | -u(m)*       | -u(m)* | -u(m)*          | -u(m)*       |
| Genitiv   | -a           | -a     | -a / -na        | -a           |

- M:et läggs inte till om man har lagt till den definita artikeln.

### Deklinationer

#### Obestämd form
| Substantiv | Substantiv | Substantiv | Substantiv    | Substantiv | Substantiv |
|            | Maskulinum | Maskulinum | Femininum     | Femininum  | Neutrum    |
| Ändelse    | -ur, l, n  | -i         | ingen ändelse | -a         |            |
| ---------- | ---------- | ---------- | ------------- | ---------- | ---------- |
| Nominativ  | bíll       | nemandi    | rós           | kirkja     | barn       |
| Ackusativ  | bíl        | nemanda    | rós           | kirkju     | barn       |
| Dativ      | bíl        | nemanda    | rós           | kirkju     | barni      |
| Genitiv    | bíls       | nemanda    | rósar         | kirkju     | barns      |
| ...        |            |            |               |            |            |
| Plural     |            |            |               |            |            |
| Nominativ  | bílar      | nemendur   | rósir         | kirkjur    | börn       |
| Ackusativ  | bíla       | nemendur   | rósir         | kirkjur    | börn       |
| Dativ      | bílum      | nemendum   | rósum         | kirkjum    | börnum     |
| Genitiv    | bíla       | nemanda    | rósa          | kirkna     | barna      |

#### Bestämd form
| Substantiv | Substantiv | Substantiv  | Substantiv    | Substantiv | Substantiv |
|            | Maskulinum | Maskulinum  | Femininum     | Femininum  | Neutrum    |
| Ändelse    | -ur, l, n  | -i          | ingen ändelse | -a         |            |
| ---------- | ---------- | ----------- | ------------- | ---------- | ---------- |
| Nominativ  | bíllinn    | nemandinn   | rósin         | kirkjan    | barnið     |
| Ackusativ  | bílinn     | nemandann   | rósina        | kirkjuna   | barnið     |
| Dativ      | bílnum     | nemandanum  | rósinni       | kirkjunni  | barninu    |
| Genitiv    | bílsins    | nemandans   | rósarinnar    | kirkjunnar | barnsins   |
| ...        |            |             |               |            |            |
| Plural     |            |             |               |            |            |
| Nominativ  | bílarnir   | nemendurnir | rósirnar      | kirkjurnar | börnin     |
| Ackusativ  | bílana     | nemendurna  | rósirnar      | kirkjurnar | börnin     |
| Dativ      | bílunum    | nemendunum  | rósunum       | kirkjunum  | börnunum   |
| Genitiv    | bílanna    | nemandanna  | rósanna       | kirknanna  | barnanna   |

- bíll - bil
- nemandi - elev
- rós - ros
- kirkja - kyrka
- barn - barn

## Pronomina

### Personliga pronomina
| Nominativ | ég    | þú  | hann  | hún    | hán[källa behövs]  | það       |                              |
| Ackusativ | mig   | þig | hann  | hana   | hán[källa behövs]  | það       |                              |
| Dativ     | mér   | þér | honum | henni  | háni[källa behövs] | því       |                              |
| Genitiv   | mín   | þín | hans  | hennar | háns[källa behövs] | þess      |                              |
| ...       |       |     |       |        |                    |           |                              |
| Plural    |       |     |       |        |                    |           |                              |
|           | vi    | vi  | ni    | Ni     | de (mask.)         | de (fem.) | de (neutr. och könsneutralt) |
| Nominativ | við   | vér | þið   | þér    | þeir               | þær       | þau                          |
| Ackusativ | okkur | oss | ykkur | yður   | þá                 | þær       | þau                          |
| Dativ     | okkur | oss | ykkur | yður   | þeim               | þeim      | þeim                         |
| Genitiv   | okkar | vor | ykkar | yðar   | þeirra             | þeirra    | þeirra                       |

Det finns två olika former för vi och ni på isländska. við och þið är gamla dualisformer (form för två personer "vi två") som numera används i plural. Pronomenet vér används mer sällan och i mer högtidliga sammanhang , till exempel i kyrkan och i Islands nationalsång.
Genitiv vor som är identiskt med det possessiva pronominet vor i femininum, används här som ett personligt pronomen, till exempel til vor "till oss".
Þér "Ni" används mest som hövlighetsform till dem man inte känner både till en person och till flera. Det kan även användas högtidligt.

### Demonstrativa pronomina
| þessi, þessi, þetta (detta, det här) | þessi, þessi, þetta (detta, det här) | þessi, þessi, þetta (detta, det här) | þessi, þessi, þetta (detta, det här) |
| Singular                             | Singular                             | Singular                             | Singular                             |
|                                      | Maskulinum                           | Femininum                            | Neutrum                              |
| ------------------------------------ | ------------------------------------ | ------------------------------------ | ------------------------------------ |
| Nominativ                            | þessi                                | þessi                                | þetta                                |
| Ackusativ                            | þennan                               | þessa                                | þetta                                |
| Dativ                                | þessum                               | þessari                              | þessu                                |
| Genitiv                              | þessa                                | þessarar                             | þessa                                |
| ...                                  |                                      |                                      |                                      |
| Plural                               |                                      |                                      |                                      |
| Nominativ                            | þessir                               | þessar                               | þessi                                |
| Ackusativ                            | þessa                                | þessar                               | þessi                                |
| Dativ                                | þessum                               | þessum                               | þessum                               |
| Genitiv                              | þessara                              | þessara                              | þessara                              |

| sá, sú, það (han, hon, den, det) | sá, sú, það (han, hon, den, det) | sá, sú, það (han, hon, den, det) | sá, sú, það (han, hon, den, det) |
| Singular                         | Singular                         | Singular                         | Singular                         |
|                                  | Maskulinum                       | Femininum                        | Neutrum                          |
| -------------------------------- | -------------------------------- | -------------------------------- | -------------------------------- |
| Nominativ                        | sá                               | sú                               | það                              |
| Ackusativ                        | þann                             | þá                               | það                              |
| Dativ                            | þeim                             | þeirri                           | því                              |
| Genitiv                          | þess                             | þeirrar                          | þess                             |
| ...                              |                                  |                                  |                                  |
| Plural                           |                                  |                                  |                                  |
| Nominativ                        | þeir                             | þær                              | þau                              |
| Ackusativ                        | þá                               | þær                              | þau                              |
| Dativ                            | þeim                             | þeim                             | þeim                             |
| Genitiv                          | þeirra                           | þeirra                           | þeirra                           |

### Possessiva pronomina

#### Minn, mín, mitt
| Minn, mín, mitt (min, mitt) | Minn, mín, mitt (min, mitt) | Minn, mín, mitt (min, mitt) | Minn, mín, mitt (min, mitt) |
| Singular                    | Singular                    | Singular                    | Singular                    |
|                             | Maskulinum                  | Femininum                   | Neutrum                     |
| --------------------------- | --------------------------- | --------------------------- | --------------------------- |
| Nominativ                   | minn                        | mín                         | mitt                        |
| Ackusativ                   | minn                        | mína                        | mitt                        |
| Dativ                       | mínum                       | minni                       | mínu                        |
| Genitiv                     | míns                        | minnar                      | míns                        |
| ...                         |                             |                             |                             |
| Plural                      |                             |                             |                             |
| Nominativ                   | mínir                       | mínar                       | mín                         |
| Ackusativ                   | mína                        | mínar                       | mín                         |
| Dativ                       | mínum                       | mínum                       | mínum                       |
| Genitiv                     | minna                       | minna                       | minna                       |

#### vor, vor, vort
| vor, vor, vort (vår, vårt) | vor, vor, vort (vår, vårt) | vor, vor, vort (vår, vårt) | vor, vor, vort (vår, vårt) |
| Singular                   | Singular                   | Singular                   | Singular                   |
|                            | Maskulinum                 | Femininum                  | Neutrum                    |
| -------------------------- | -------------------------- | -------------------------- | -------------------------- |
| Nominativ                  | vor                        | vor                        | vort                       |
| Ackusativ                  | vorn                       | vora                       | vort                       |
| Dativ                      | vorum                      | vorri                      | voru                       |
| Genitiv                    | vors                       | vorrar                     | vors                       |
| ...                        |                            |                            |                            |
| Plural                     |                            |                            |                            |
| Nominativ                  | vorir                      | vorar                      | vor                        |
| Ackusativ                  | vora                       | vorar                      | vor                        |
| Dativ                      | vorum                      | vorum                      | vorum                      |
| Genitiv                    | vorra                      | vorra                      | vorra                      |

#### þinn, þín, þitt
| þinn, þín, þitt (din, ditt) | þinn, þín, þitt (din, ditt) | þinn, þín, þitt (din, ditt) | þinn, þín, þitt (din, ditt) |
| Singular                    | Singular                    | Singular                    | Singular                    |
|                             | Maskulinum                  | Femininum                   | Neutrum                     |
| --------------------------- | --------------------------- | --------------------------- | --------------------------- |
| Nominativ                   | þinn                        | þín                         | þitt                        |
| Ackusativ                   | þinn                        | þína                        | þitt                        |
| Dativ                       | þínum                       | þinni                       | þínu                        |
| Genitiv                     | þíns                        | þinnar                      | þíns                        |
| ...                         |                             |                             |                             |
| Plural                      |                             |                             |                             |
| Nominativ                   | þinir                       | þínar                       | þín                         |
| Ackusativ                   | þína                        | þínar                       | þín                         |
| Dativ                       | þínum                       | þínum                       | þínum                       |
| Genitiv                     | þinna                       | þinna                       | þinna                       |

#### sinn, sín, sitt
| sinn, sín, sitt (sin, sitt) | sinn, sín, sitt (sin, sitt) | sinn, sín, sitt (sin, sitt) | sinn, sín, sitt (sin, sitt) |
| Singular                    | Singular                    | Singular                    | Singular                    |
|                             | Maskulinum                  | Femininum                   | Neutrum                     |
| --------------------------- | --------------------------- | --------------------------- | --------------------------- |
| Nominativ                   | sinn                        | sín                         | sitt                        |
| Ackusativ                   | sinn                        | sína                        | sitt                        |
| Dativ                       | sínum                       | sinni                       | sínu                        |
| Genitiv                     | síns                        | sinnar                      | síns                        |
| ...                         |                             |                             |                             |
| Plural                      |                             |                             |                             |
| Nominativ                   | sínir                       | sínar                       | sín                         |
| Ackusativ                   | sína                        | sínar                       | sín                         |
| Dativ                       | sínum                       | sínum                       | sínum                       |
| Genitiv                     | sinna                       | sinna                       | sinna                       |

### Interrogativa pronomina

#### hver, hver, hvað/hvert
| hver, hver, hvað/hvert (vad) | hver, hver, hvað/hvert (vad) | hver, hver, hvað/hvert (vad) | hver, hver, hvað/hvert (vad) |
| Singular                     | Singular                     | Singular                     | Singular                     |
|                              | Maskulinum                   | Femininum                    | Neutrum                      |
| ---------------------------- | ---------------------------- | ---------------------------- | ---------------------------- |
| Nominativ                    | hver                         | hver                         | hvað/hvert                   |
| Ackusativ                    | hvern                        | hverja                       | hvert                        |
| Dativ                        | hverjum                      | hverri                       | hverju                       |
| Genitiv                      | hvers                        | hverrar                      | hvers                        |
| ...                          |                              |                              |                              |
| Plural                       |                              |                              |                              |
| Nominativ                    | hverjir                      | hverjar                      | hver                         |
| Ackusativ                    | hverja                       | hverjar                      | hver                         |
| Dativ                        | hverjum                      | hverjum                      | hverjum                      |
| Genitiv                      | hverra                       | hverra                       | hverra                       |

#### hvor, hvor, hvort
| hvor, hvor, hvort (var) | hvor, hvor, hvort (var) | hvor, hvor, hvort (var) | hvor, hvor, hvort (var) |
| Singular                | Singular                | Singular                | Singular                |
|                         | Maskulinum              | Femininum               | Neutrum                 |
| ----------------------- | ----------------------- | ----------------------- | ----------------------- |
| Nominativ               | hvor                    | hvor                    | hvort                   |
| Ackusativ               | hvorn                   | hvora                   | hvort                   |
| Dativ                   | hvorum                  | hvorri                  | hvoru                   |
| Genitiv                 | hvors                   | hvorrar                 | hvors                   |
| ...                     |                         |                         |                         |
| Plural                  |                         |                         |                         |
| Nominativ               | hvorir                  | hvorar                  | hvor                    |
| Ackusativ               | hvora                   | hvorar                  | hvor                    |
| Dativ                   | hvorum                  | hvorum                  | hvorum                  |
| Genitiv                 | hvorra                  | hvorra                  | hvorra                  |

### Relativa och reflexiva pronomina
| Sín       | Sín | Sín |
| --------- | --- | --- |
| Singular  |     |     |
| Nominativ | -   |     |
| Ackusativ | sig |     |
| Dativ     | sér |     |
| Genitiv   | sín |     |

## Verb

### Grundverb

#### vera
|              | Indikativ | Indikativ  | Konjunktiv | Konjunktiv |
|              | Presens   | Preteritum | Presens    | Preteritum |
| ég           | er        | var        | sé         | væri       |
| þú           | ert       | varst      | sért       | værir      |
| hann/hún/það | er        | var        | sé         | væri       |
| við/vér      | erum      | vorum      | séum       | værum      |
| þið/þér      | eruð      | voruð      | séuð       | væruð      |
| þeir/þær/þau | eru       | voru       | séu        | væru       |

#### eiga
|              | Indikativ | Indikativ  | Konjunktiv | Konjunktiv |
|              | Presens   | Preteritum | Presens    | Preteritum |
| ég           | á         | átti       | eigi       | ætti       |
| þú           | átt       | áttir      | eigir      | ættir      |
| hann/hún/það | á         | átti       | eigi       | ætti       |
| við/vér      | eigum     | áttum      | eigum      | ættum      |
| þið/þér      | eigið     | áttuð      | eigið      | ættuð      |
| þeir/þær/þau | eiga      | áttu       | eigi       | ættu       |

#### hafa
|              | Indikativ | Indikativ  | Konjunktiv | Konjunktiv |
|              | Presens   | Preteritum | Presens    | Preteritum |
| ég           | hef       | hafði      | hafi       | hefði      |
| þú           | hefur     | hafðir     | hafir      | hefðir     |
| hann/hún/það | hefur     | hafði      | hafi       | hefði      |
| við/vér      | höfum     | höfðum     | höfum      | hefðum     |
| þið/þér      | hafið     | höfðuð     | hafið      | hefðuð     |
| þeir/þær/þau | hafa      | höfðu      | hafi       | hefðu      |

#### verða
|              | Indikativ | Indikativ  | Konjunktiv | Konjunktiv |
|              | Presens   | Preteritum | Presens    | Preteritum |
| ég           | verð      | varð       | verði      | yrði       |
| þú           | verður    | varðst     | verðir     | yrðir      |
| hann/hún/það | verður    | varð       | verði      | yrði       |
| við/vér      | verðum    | urðum      | verðum     | yrðum      |
| þið/þér      | verðið    | urðuð      | verðið     | yrðuð      |
| þeir/þær/þau | verða     | urðu       | verði      | yrðu       |

## Prepositioner
Prepositioner är lika viktiga i isländska som i tyska. Men i viss mån till skillnad från i huvudsak i tyskan används de olika kasusen mer utan preposition liksom i latinet (och som i finskan, även om dessa språk inte påvisbart är släkt, men har haft kontakter).

### Enkel beskrivning
| Lägesprepositioner | Lägesprepositioner | Lägesprepositioner |
| Ackusativ          | Dativ              | Dativ              |
| ------------------ | ------------------ | ------------------ |
| Riktning till      | Befintlighet       | Riktning från      |
| í                  | í                  | úr                 |
| á                  | á                  | af                 |
| undir              | undir              | undan              |
| yfir               |                    |                    |

| Tidsprepositioner | Tidsprepositioner | Tidsprepositioner | Tidsprepositioner |
|                   | Dåtid             | En period         | Framtid           |
| ----------------- | ----------------- | ----------------- | ----------------- |
| Preposition?      | fyrir             | í                 | eftir             |
| Kasus?            | Dativ             | Ackusativ         | Ackusativ         |
| Exempel           | fyrir viku        | í viku            | eftir viku        |
| Exempel           | fyrir einu ári    | í eitt ár         | eftir eitt ár     |

### Utförlig beskrivning
| fyrir framan/aftan | framför/bakom | að                  | åt                  |
| Genitiv            | Genitiv       | Dativ och Ackusativ | Dativ och Ackusativ |
| Preposition        |               | Preposition         |                     |
| auk                | dessutom      | í                   | i                   |

#### Ackusativ
um – "runt"
gegnum – genom
kringum – omkring
við – på, mot

#### Dativ
að – åt
frá – från
af – från/av
úr – ur
nálægt – nära

#### Genitiv
til – till
án – utan
milli – mellan
vegna – på grund av

#### Prepositioner som styr mer än ett kasus
í + dativ – i
í + ackusativ – intill
á + dativ – på
á + ackusativ – ovanpå
undir + dativ – under
under + ackusativ – gå under
með + dativ – betyder "med" (instrumentalt).
með + ackuasativ – betyder "med" att ta med sig.

#### Minnesregler
- RiA = Riktning + Ackusativ

När det är rörelse är det ackusativ.
- BeDa = Befintlighet + Dativ

När det är befintlighet (läge) är det dativ.

## Konjunktioner
De vanligaste konjuktionerna:
af því að därför att
en betyder "än", och även "och, men"; jämför "and" på engelska
heldur hellre
heldur en hellre än
ef om, när
ekki inte
en men
enn fortfarande
hjá nära, bredvid
enda
og och
eða eller
frá från
ellegar
hvort om
bæði-og både och
hvorki-né varken-eller
annað
svona så
síðan sedan, då
uns tills
hvort-eða
hvort-eða
ýmist-eða
á meðan tills
þangað til
þegar när (tid)
þess vegna därför
því därför
þó dock
Jämför betydelsen av dessa ord på Internetadressen: http://www.lexis.hi.is/cgi-bin/ritmal/leitord.cgi?adg=innsl

## Subjunktioner

### Förklarande
að

### Kausala (Orsakssubjunktioner)
af því að
úr því að
því að
þar eð
með því að
vegna þess að
sökum/sakir èss að
þar sem

### Konditionala (villkorliga)
ef
nema
svo framarlega sem

### Konsekutiva (avser följd/verkan)
svo að 
að

### Koncessiva (erkännande)
þó að
þótt
enda þótt
jafnvel þótt
þrátt fyrir það að

### Finala
till þess að
til að
svo að
að

### Komparativa (jämförande)
eins og 
svo sem
sem 
heldur en

### Temporala (Tidssubjunktioner)
þegar
áður en
meðan
eftir að
uns

### Interrogativa (frågande)
hvort
hvort-eða
hvort heldur-eða
hvort sem-eða

### Relativa
sem 
þar sem
þangað sem
þangað er
þaðan er
hvert sem
hvert er
hvar sem
hvaðan sem
hvaðan er
hvernig sem
hvenær sem

## Räkneord
| 1       | Einn            |
| 2       | Tveir           |
| 3       | Þrír            |
| 4       | Fjórir          |
| 5       | Fimm            |
| 6       | Sex             |
| 7       | Sjö             |
| 8       | Átta            |
| 9       | Níu             |
| 10      | Tíu             |
| 11      | Ellefu          |
| 12      | Tólf            |
| 13      | Þrettán         |
| 14      | Fjórtán         |
| 15      | Fimmtán         |
| 16      | Sextán          |
| 17      | Sautján         |
| 18      | Átján           |
| 19      | Nítján          |
| 20      | Tuttugu         |
| 21      | Tuttugu og einn |
| 30      | Þrjátíu         |
| 40      | Fjörutíu        |
| 50      | Fimmtíu         |
| 60      | Sextíu          |
| 70      | Sjötíu          |
| 80      | Áttatíu         |
| 90      | Níutíu          |
| 100     | Hundrað         |
| 101     | Hundrað og einn |
| 200     | Tvö hundruð     |
| 1000    | Þúsund          |
| 1000000 | Miljón          |

### Konjugation av räkneord
Räkneorden 1-4 konjugeras efter genus och kasus.

#### 1 (ett)
| Singular  | Singular   | Singular  | Singular |
|           | Maskulinum | Femininum | Neutrum  |
| --------- | ---------- | --------- | -------- |
| Nominativ | einn       | ein       | eitt     |
| Ackusativ | einn       | eina      | eitt     |
| Dativ     | einum      | einni     | einu     |
| Genitiv   | eins       | einnar    | eins     |
| ...       |            |           |          |
| Plural    |            |           |          |
| Nominativ | einir      | einar     | ein      |
| Ackusativ | eina       | einar     | ein      |
| Dativ     | einum      | einum     | einum    |
| Genitiv   | einna      | einna     | einna    |

#### 2 (två)
| Plural    | Plural     | Plural    | Plural  |
|           | Maskulinum | Femininum | Neutrum |
| --------- | ---------- | --------- | ------- |
| Nominativ | tveir      | tvær      | tvö     |
| Ackusativ | tvo        | tvær      | tvö     |
| Dativ     | tveimur    | tveimur   | tveimur |
| Genitiv   | tveggja    | tveggja   | tveggja |

#### 3 (tre)
| Plural    | Plural     | Plural    | Plural  |
|           | Maskulinum | Femininum | Neutrum |
| --------- | ---------- | --------- | ------- |
| Nominativ | þrír       | þrjár     | þrjú    |
| Ackusativ | þrjá       | þrjár     | þrjú    |
| Dativ     | þremur     | þremur    | þremur  |
| Genitiv   | þriggja    | þriggja   | þriggja |

#### 4 (fyra)
| Plural    | Plural     | Plural    | Plural   |
|           | Maskulinum | Femininum | Neutrum  |
| --------- | ---------- | --------- | -------- |
| Nominativ | fjórir     | fjórar    | fjögur   |
| Ackusativ | fjóra      | fjórar    | fjögur   |
| Dativ     | fjórum     | fjórum    | fjórum   |
| Genitiv   | fjögurra   | fjögurra  | fjögurra |